# Alexandra Lacrabère

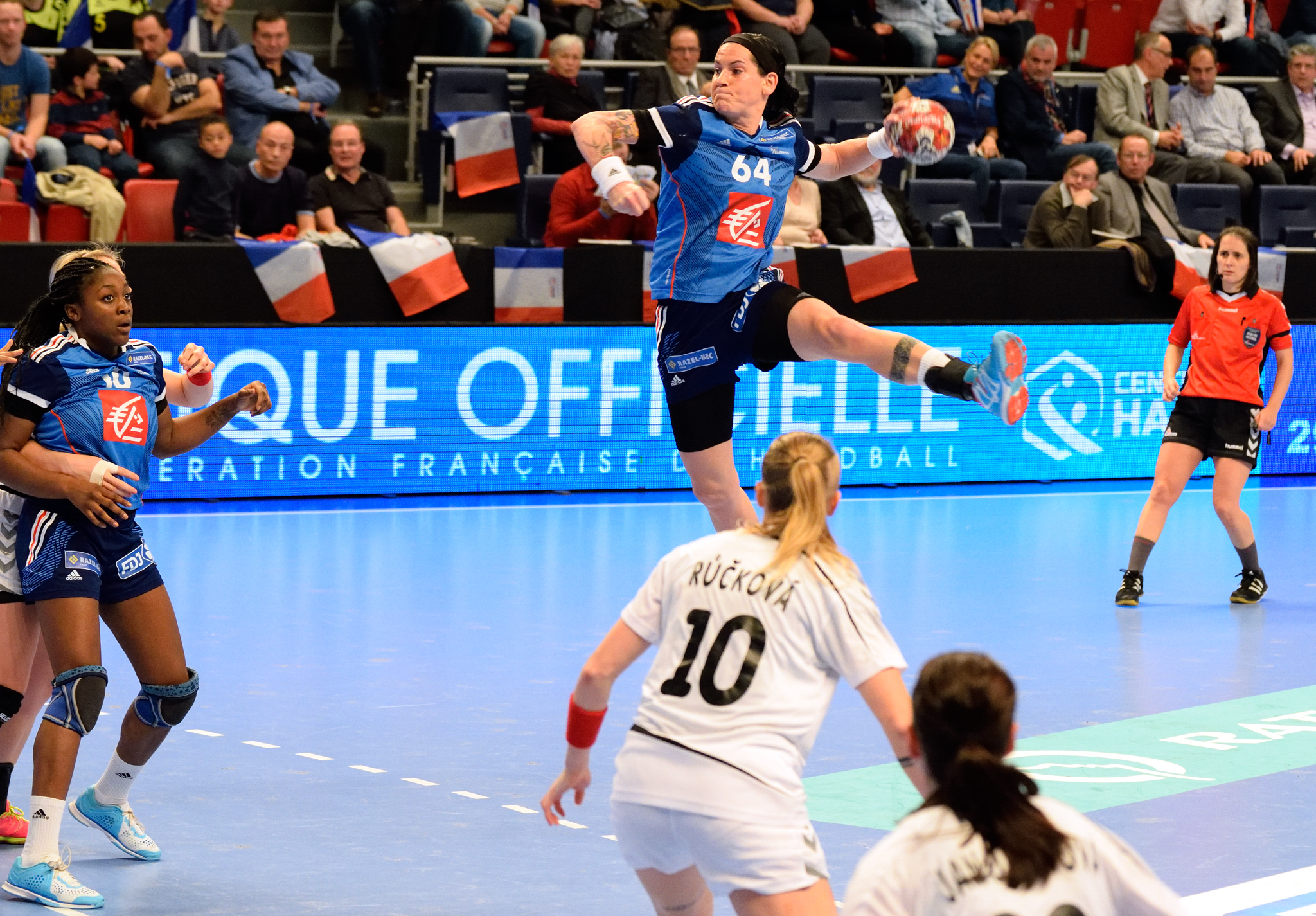
Alexandra Lacrabère en suspension à 9 m avec la France face aux Tchèques, en novembre 2015.

Alexandra Lacrabère née le 27 avril 1987 à Pau, est une handballeuse française, évoluant au poste d'arrière droite ou de demi-centre, avec la particularité de généralement porter le no 64 — son département de naissance. 
Internationale de 2006 à 2021, elle a notamment remporté les trois compétitions majeures : championnat du monde en 2017, championnat d'Europe en 2018 et Jeux olympiques en 2021.

## Biographie
Alexandra Lacrabère commence le handball à huit ans et poursuit sa formation en sport-études à Talence à 14 ans. À 18 ans, elle débute au CA Béglais où elle passera deux saisons, et, en 2006, elle fait ses débuts en équipe de France, qui remportera la médaille de bronze lors de l'Euro. Elle rejoint Saint-Sébastien puis Toulouse, à chaque fois pour une saison, retrouvant son poste d'arrière. En 2010, elle rejoint Arvor 29. Champion de France 2012, le club d'Arvor 29 est néanmoins relégué en division 2 pour raisons financières. Elle rejoint alors le club russe de Zvezda Zvenigorod pour une saison.
Lors du championnat du monde 2011, elle inscrit 5 buts en quarts de finale contre la Russie, et 10 buts en demi-finale contre le Danemark. Toutefois, lors de la finale opposant les Françaises aux Norvégiennes, elle ne parvient pas à inscrire le moindre but dans une rencontre remportée par la Norvège sur le score de 32 à 24.
Lors d'une interview au magazine Hand Action au mois de novembre 2011, elle révèle qu'elle est homosexuelle et fait son coming out. 
En 2012, au terme d'une saison pleine avec l'Arvor 29, elle remporte la Coupe de la Ligue, devient Championne de France et est élue meilleure joueuse du championnat. Mais à la suite de problèmes financiers, l'équipe est reléguée et Alexandra Lacrabère doit trouver un autre point de chute. Les clubs français ayant pour la plupart bouclé leur effectif, elle opte pour une solution à l'étranger et décide de rejoindre le club russe du Zvezda Zvenigorod avec sa compagne Samira Rocha. Mais cette expérience l'a déçue, tant sur le plan du handball qu'en dehors du terrain.
À l'intersaison 2013, elle et sa compagne décident alors de revenir en France dans le nouveau club de Mios-Biganos-Bègles, privilégiant un certain confort et le projet sportif du club, même si elle doit renoncer à jouer la Ligue des champions puis en 2014, elles signent à l'OGC Nice Côte d'Azur Handball. Après deux ans à Nice, elle rejoint le club macédonien du ŽRK Vardar Skopje, où elle reste jusqu'en 2018. Lors de cette année européenne, elle revient en France, en signant au club de Fleury Loiret. La fin d'année 2018 est placée sous le signe du championnat d'Europe, remporté par l'équipe de France face à la Russie. Avec ce titre européen, Alexandra Lacrabère détient donc à la fois une médaille d'or mondiale et européenne.
Au cours de la saison 2020/2021, elle s’engage non loin de Fleury, en Touraine à Chambray, club qui s’est lui qualifié pour les playoffs et s’est offert une place pour la Coupe d’Europe.
Blessée aux adducteurs, elle doit déclarer forfait après deux matchs joués aux Jeux olympiques de 2020 à Tokyo ; les Françaises seront sacrées championnes olympiques.
En 2022, elle tente un nouveau challenge dans le club roumain du Rapid Bucarest mais est écarté du groupe en octobre. Elle annonce la fin de sa carrière sportive le 29 mai 2023.

## Sélection nationale
- 1re sélection le 12 décembre 2006 face à la Russie lors du championnat d'Europe 2006
- 256 sélections et 833 buts en équipe de France[1]

## Palmarès

### Équipe nationale
Jeux olympiques
- Médaille d'or aux Jeux olympiques de 2020 de Tokyo
- Médaille d'argent aux Jeux olympiques de 2016 de Rio de Janeiro
- 5e place aux Jeux olympiques de 2008 de Pékin
- 5e place aux Jeux olympiques de 2012 de Londres

Championnats du monde
- vainqueur du championnat du monde 2017
- finaliste du championnat du monde 2011
- 6e place du championnat du monde 2013
- 7e place du championnat du monde 2015

championnats d'Europe
- vainqueur du championnat d'Europe 2018
- finaliste du championnat d'Europe 2020
- troisième du championnat d'Europe 2006
- troisième du championnat d'Europe 2016
- 5e place du championnat d'Europe 2010
- 5e place du championnat d'Europe 2014
- 9e place du championnat d'Europe 2012

### Clubs
- championne de France (1) en 2012 (avec Arvor 29)
- championne de Macédoine (2) en 2017 et 2018 (avec ŽRK Vardar Skopje)
- vainqueur de la coupe de la Reine (coupe d'Espagne) (1) en 2009 (avec Bera Bera)
- vainqueur de la coupe de la Ligue (1) en 2012 (avec Arvor 29)
- vainqueur de la coupe de Macédoine (2) en 2017 et 2018 (avec ŽRK Vardar Skopje)

### Distinctions individuelles
- Élue meilleure joueuse et meilleure arrière droite du championnat de France 2011-2012[13]
- Meilleure marqueuse du championnat de France en 2012 (125 buts)[14] et en 2014 (129 buts)
- Élue meilleure arrière droite des Jeux olympiques en 2016[15]
- Intègre le Hall of Fame du handball français en novembre 2023[16].

## Décorations
- Chevalier de la Légion d'honneur (2021)[17]
- Chevalier de l'ordre national du Mérite le 1er décembre 2016[18]